# Владимира Янева
Владимира Янева Янева-Манолева е българска юристка, съдия. Председател на Софийския градски съд от 30 май 2011 г. до 19 февруари 2015 г. Избирането ѝ на този пост става основа за противоречия и спорове. Отстранена е от този пост, както и като редови съдия, заради образувано досъдебно производство срещу нея за незаконно разрешаване на специални разузнавателни средства по разработката „Червей“.

## Противоречия

### Избор на поста председател на Софийски градски съд
Янева е избрана за поста председател на СГС на 30 май 2011 г.
За основната претендентка за поста председател на Софийския градски съд Величка Цанова се обявяват в подписка 109 съдии от софийските съдилища. Кандидатурата на Янева обаче надделява при избора, въпреки че според основните ѝ опоненти в съдебния съвет тя не притежава опит и рутина за този пост, тъй като имала само общо 8 г. съдийски стаж, от които половината е прекарала в отпуск по майчинство. Преди да стане съдия, Янева е била за кратко районен прокурор в София. Съпругът на Янева е състудент на вицепремиера Цветан Цветанов, което обстоятелство според критиците ѝ е спомогнало при избора ѝ за председател на Софийския градски съд.
По време на дебата ръководещият заседанието правосъден министър Маргарита Попова определя изказвания на члена на ВСС Иван Колев като „ужасни“ и недопустими „дори по времето на тоталитаризма“.
Председателят на Софийския градски съд е упълномощен съгласно чл. 15, ал. 1 от Закона за специалните разузнавателни средства да дава разрешения за използването им на територията под юрисдикцията на този съд — българската столица София.
След избирането ѝ на поста председател на Софийския градски съд Янева заявява, че не знае как е формирано мнозинството от 18 гласа във ВСС, които са подкрепили нейната кандидатура на балотажа срещу основната ѝ конкурентка за поста Величка Цанова.
Излъчените от съдийската квота членове на ВСС Галина Захарова и Капка Костова подават оставки след избора, а Съюзът на съдиите иска оставките на останалите членове от ВСС. Оставка подава и отхвърленият кандидат Величка Цанова, дотогавашен заместник-председател на Софийския градски съд.
След избирането медиите публикуват информация, че Янева е забавила дело по „Софийски имоти“, при което има конфликт на интереси, тъй като по-рано, действайки като пълномощник на свой родител, купува 2 имота от дружеството. Първо като съдия-докладчик по делото Янева го е прекратила заради процесуални нарушения. Впоследствие Янева се оттегля от делото „Софийски имоти“. Посочената от нея причина е свързана с по-ранното прекратяване на делото от нея. През септември 2015 г. Върховният касационен съд отменя 4-годишната присъда на бившия директор на дружеството Тошко Добрев, тъй като е изтекла 15-годишната давност.
Цветан Цветанов напада министъра на правосъдието Маргарита Попова заради нейно изказване, че тя би си подала оставката на мястото на Янева. Според Цветанов процедурата по избора на Янева е била безупречна.
В началото на ноември Върховният административен съд (ВАС) отменя назначението на Янева заради нарушението от страна на ВСС на правилото, че изборът на административни ръководители в съдебната власт трябва да става чрез явно гласуване, но след обжалване, през януари 2012 г. петчленен състав на ВАС излиза с решение, според което Янева остава на поста си.
През януари 2012 г. Янева изпраща писмо до министъра на вътрешните работи, Цветан Цветанов, в което съветва как да се намали броят на издадените от съда разрешения за специални разузнавателни средства, тъй като „обществото има особена чувствителност“ към бройката на разрешенията за СРС. Писмото, което според съда само е подписано от Янева, а не е изготвено от нея, съветва полицаите и агентите да искат от съда използване на СРС за максималния срок позволен от закона (който е 2 месеца с възможност за продължаването му до 6 месеца), което намалява нуждата от повторни искания и допълнителни разрешения.
В началото на февруари 2012 Янева е наказана от ВСС със забележка заради 43 просрочени дела.

## Казусът „Белведере“
Казусът „Белведере“ е опитът българските клонове на френско дружество да бъдат отнети с помощта на Софийски градски съд по време на председателството на Владимира Янева. Случаят, който извежда на показ множество съмнителни практики при воденето на дела в страната, започва на 15 октомври 2014 година, след подадена молба за откриване на производство по несъстоятелност срещу двете дружества „Белведере дистрибуция“ и „Домейн Менада“. За съдия по делото е назначена Румяна Ченалова, като самото назначаване също буди подозрения за спекулации. Реакцията на потърпевшата френска страна - Николаос Смирноф, мениджър на бизнеса на Belvedere в България: „Изправени сме пред почти непроходими пречки в опитите си да защитим своите права и интереси пред компетентните органи в България и на практика ни се отказва справедлив и равен достъп до правосъдие.“
В отговор на този скандал петнадесет съдии от Софийски градски съд (СГС) настояват пред Висшия съдебен съвет (ВСС) за оттеглянето на председателката на съда Владимира Янева, на нейната заместничка и ръководител на Гражданското отделение Богдана Желявска и на зам.-председателя и началник на Наказателното отделение Петя Крънчева.